# Louis-Charles de Nogaret de Foix
Pour les articles homonymes, voir Candale et Nogaret (homonymie).
Louis-Charles Gaston de Nogaret de la Valette de Foix, duc de La Valette et de Candale, pair et colonel général de France, surnommé le « beau Candale », né le 14 avril 1627 et mort le 28 janvier 1658, fut gouverneur et lieutenant général des provinces de Bourgogne, Bresse, et d'Auvergne au début du règne de Louis XIV.

## Biographie
Fils de Bernard de Nogaret de La Valette de Foix (1592-1661), duc d'Épernon, et de Gabrielle Angélique de Bourbon (1603-1627), Louis-Charles-Gaston de Nogaret de Foix naît à Metz, dans les Trois-Évêchés, le 14 avril 1627. Promis à une belle carrière militaire, il se marie jeune, mais n'aura qu'une fille, qui se fera carmélite par la suite.
Le 20 juin 1649, il obtient la charge de colonel-général de l'infanterie en survivance de son père, charge qu'il n'exercera pas, puisque mort avant son père (décédé le 25 juillet 1661).
Louis-Charles de Nogaret de Foix passe pour un séducteur et a notamment une liaison avec Catherine Henriette d'Angennes, comtesse d'Olonne. Il est d'ailleurs ami avec le critique libertin Charles de Saint-Évremond. Sous le pseudonyme assez transparent de « Candole », il est l'un des héros de l'Histoire amoureuse des Gaules de Bussy-Rabutin, publiée après la mort du modèle en 1665.
Pendant la Fronde, en 1652, Louis-Charles de Nogaret de Foix est nommé commandant en chef de l'armée de Guyenne. Le 16 septembre 1652, Nogaret de La Valette prend le commandement du régiment de Foix cavalerie pour servir dans l'armée de Catalogne. En 1655, Nogaret de Foix sert dans l'armée de Picardie.
Louis-Charles Gaston de Nogaret de La Valette de Foix est tué le 28 janvier 1658, à Lyon. Il est inhumé à Cadillac.